# Hemiceras striolata
Hemiceras striolata är en fjärilsart som beskrevs av Butler 1879. Hemiceras striolata ingår i släktet Hemiceras och familjen tandspinnare. Inga underarter finns listade i Catalogue of Life.